# Жангір-хан (Внутрішня орда)
Жангір-хан (1801 — 11 серпня 1845) — казахський правитель, хан Внутрішньої (Букеївської) орди у 1823—1845 роках.

## Життєпис
Був сином Букей-хана. До досягнення повноліття державою формально й фактично правив Шигай-хан.
За його правління Внутрішня орда була цілковито залежною від російської царської влади.